# 横手市立横手南小学校

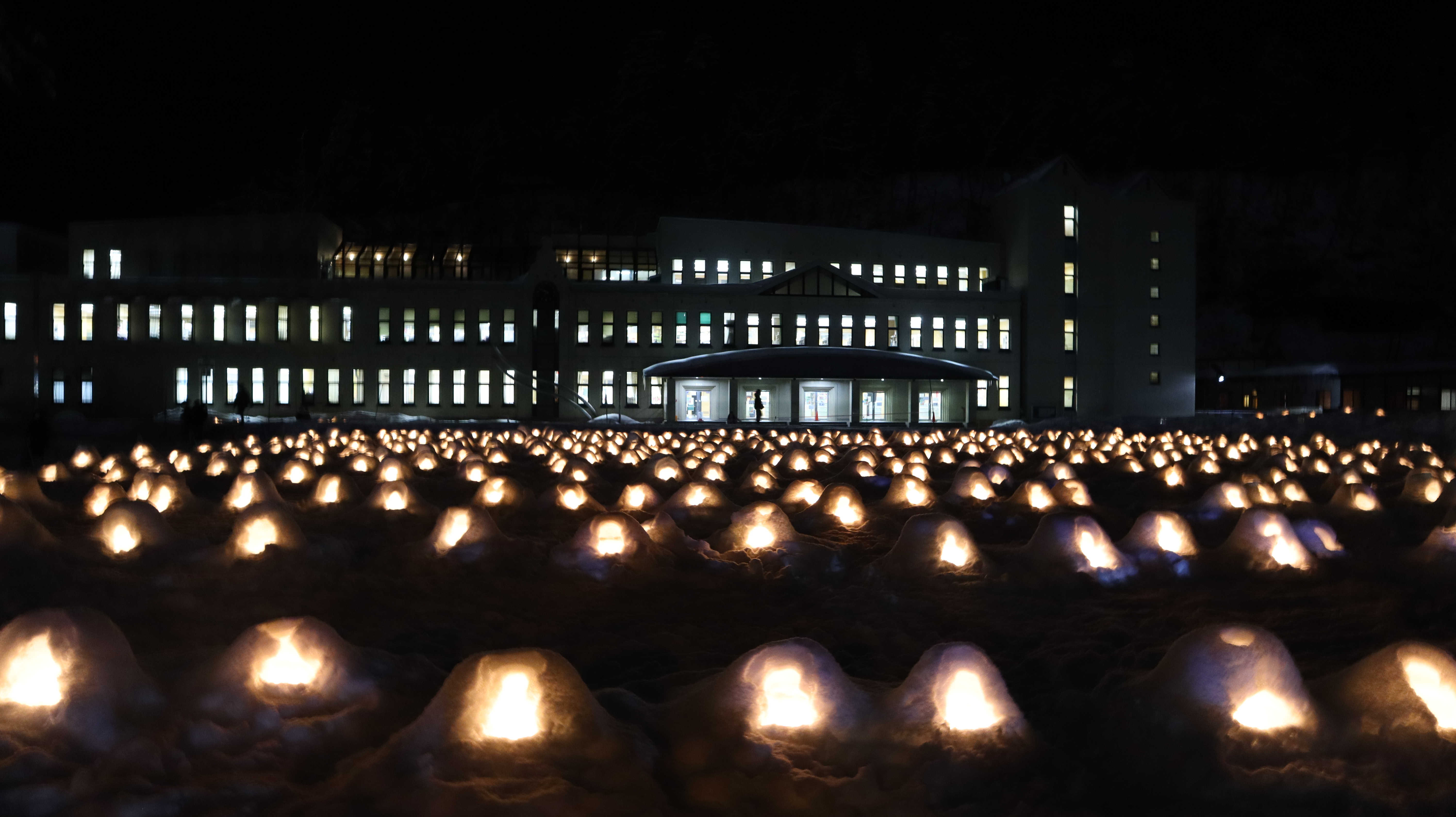
校庭に作られたミニかまくら（横手の雪まつり）

横手市立横手南小学校（よこてしりつ よこてみなみしょうがっこう）は、秋田県横手市羽黒町にある公立小学校。

## 概要
横手市の中心部に位置しており、市内の公立小学校の中で最も多い児童数を擁する。また、現行の校舎は1993年（平成5年）に竣工したもので、近接する羽黒町・上内町の風致地区とマッチした校舎として建設された。
校名に「横手南」と冠するが、同市内の横手南中学校とは進学先中学校という関係ではあるものの、校舎の隣接はしていない。最初に「横手南」を校名に冠したのは横手南小で、1947年（昭和22年）の学制改革よりこの校名となっている。横手南中は1971年（昭和46年）に市内3校の統合校として生まれたもので、横手市赤坂に位置する。
ふるさと教育の一環として、1996年からミニかまくら作りを行っている。かまくらとは横手市における小正月の伝統行事で、通常3mほどあるかまくらの10分の1サイズで作られるのがミニかまくらである。
かまくら期間中には当校のグラウンド一面にミニかまくらが児童らによって作られ、願い事を書いた紙を供え明かりが灯される。

## 沿革

### 略歴
横手南小学校の起源となるのは、1874年2月に西誓寺内にて開校した「育英学校」であり、これはかつて存在した藩校・育英書院の名に由来する。同年4月に校舎を大町へ移転し、「横手学校」と改称。当時、旧城下町における内町（武家屋敷町）では、根岸学校・裏町学校・成章学校が、外町（町人町）では鍛冶町学校・大町学校・柳町学校・横手学校が開校しており、いずれも1874年に文部省の許可を受けているが、1875年9月に内町の各校は根岸学校へ、外町の各校は横手学校へと一本化された。
1877年12月15日には、横手学校の児童数増加により「横手女学校」が四日町にて設立認可。1880年5月には大町へ移転、同年11月には鍛冶町へと移転した。
1880年8月には横前学校（横手前郷村）を統合した。横前学校は1874年11月10日に設立認可された学校であったが、1878年に校舎を焼失し仮校舎に移転するが、校舎再建の財力が横手前郷村には無く、横手学校および横手女学校へと統合された。
1880年12月8日に教育令が改定され、秋田県内においても改定教育令体制が整備されることになった。1881年7月、内町の根岸学校が平鹿郡役所からの出火で類焼。また平鹿郡第一学区に内町・外町、横手前郷町が編入されたことも相まって、根岸学校・横手学校の2校は統合が検討され始めることになった。ただ、内町と外町それぞれの気質の違い（内町は士族の町、外町は町人の町）から統合は歓迎されなかった。ただ、内町の士族は秩禄処分によって困窮し、学校維持が困難な状況にある一方、外町の町人は資力があったため、統合により学校振興が可能であるとの判断から、1883年4月に両校は統合、1885年10月に大町下丁にて新校舎が竣工した。
1886年6月に横手女学校を統合し、横手尋常高等小学校と改称した。1894年8月25日には横手川の洪水により校舎を破損、しばらくは町内のいくつかの寺に分散して授業を行っていたが、1897年9月に新校舎が竣工した。校舎は大町下丁から島崎町（現・羽黒町、現在地）に移転し、学校前を流れる横手川に「学校橋」が架けられた。
1907年4月には女子部を分離し、「横手女子尋常高等小学校」を設立した。横手女子尋常高等小学校は後の横手市立横手北小学校〈初代〉となる。
1928年7月には高等科を分離し、「横手尋常小学校」と改称した。高等科は「横手高等小学校」として独立し、校舎は横手町前郷字礼堂（現・前郷二番町）に新築された。
1935年9月、校舎の老朽化と児童数の増加を理由に新築校舎が竣工した。建築面積は1250坪で、2階部分は620坪であり、東北では酒田尋常高等小学校（山形県）に次ぐ2番目の規模であり、事業費としては123万9,000円が投じられた。裏山から校舎を見たときに「日」の字に見えたことから、「日の丸学校」とも呼ばれた。1938年には創立60周年を迎え、校歌と校旗が制定された。
第二次世界大戦が勃発し、国民学校令が公布された1941年に「横手男子国民学校」へ、終戦後の学校教育法によって「横手町立横手南小学校」へと改称し、男女共学となった。1951年4月1日には市制施行により「横手市立横手南小学校」へと改称した。
2016年に横手北中の隣接地（横手市八幡）に境町小・黒川小・金沢小の統合校である横手北小〈2代目〉が開校。横手南小の一部学区が横手北小の学区へと再編された。

### 大沢小学校
1969年、同市大沢地区にある「横手市立大沢小学校」を横手南小学校へ編入統合した。大沢小は1883年7月18日に土渕小学校大沢分校として設立されたもので、当時は大沢村（1889年4月、町村制の施行により平鹿郡山内村へ）内の個人宅に位置していた。ただ、隣村である横手前郷村（本郷）からの通学者も多かったため、翌年6月には校舎を新築した。その後も、1900年に校舎を新築し1914年には増築、そして1950年に閉校まで使用される校舎が竣工している。1954年には山内小学校の分校から独立し、山内村立大沢小学校（1960年、山内村大沢地区が横手市へ編入のため最終的に「横手市立大沢小学校」へ）となった。

### 年表
- 1874年
  - 2月 - 「育英学校」が開校。
  - 4月 - 大町へ移転し、「横手学校」と改称。
- 1877年12月15日 - 女子部を「横手女子小学校」へ分離。
- 1883年4月 - 根岸学校と横手学校を統合[13]。
- 1885年10月 - 大町下丁へ移転[13]。
- 1886年6月 - 横手女子小学校を統合し、「横手尋常高等小学校」と改称。
- 1897年9月 - 現在地へ移転。
- 1907年4月 - 女子部を「横手女子尋常小学校」へ分離。
- 1928年 - 高等科を分離し、「横手尋常小学校」と改称。
- 1934年 - 創立60周年を記念し、校歌・校旗を制定。
- 1935年9月 - 校舎を新築。
- 1941年 - 国民学校令により「横手男子国民学校」と改称。
- 1947年4月1日 - 学校教育法（現行法）により「横手町立横手南小学校」と改称。
- 1951年4月1日 - 市制施行により横手市が発足し、「横手市立横手南小学校」と改称。
- 1955年 - 新校歌制定。
- 1959年 - 校舎を増改築。
- 1965年 - プール竣工。
- 1969年3月19日 - 大沢小学校を編入統合。
- 1993年 - 新校舎（現在の校舎）落成式挙行。
- 1993年 - 校庭、プール竣工。
- 1995年2月 - ミニかまくら作りを始める。
- 2016年4月1日 - 横手北小学校（2代目）が開校し、一部の学区が吸収される[22]。

### 児童数の変遷
| 年                 | 児童数 |
| ------------------ | ------ |
| 1874年（明治7年）  | 30     |
| 1902年（明治35年） | 1,197  |
| 1912年（明治45年） | 1,117  |
| 1916年（大正5年）  | 1,255  |
| 1921年（大正10年） | 1,363  |
| 1926年（大正15年） | 1,476  |
| 1930年（昭和5年）  | 1,324  |
| 1935年（昭和10年） | 1,519  |
| 1940年（昭和15年） | 1,542  |
| 1952年（昭和27年） | 1,752  |
| 1957年（昭和32年） | 2,117  |
| 1962年（昭和37年） | 1,824  |
| 1967年（昭和42年） | 1,603  |
| 1972年（昭和47年） | 1,532  |
| 1977年（昭和52年） | 1,549  |
| 1980年（昭和55年） | 1,547  |
| 1985年（昭和60年） | 1,340  |
| 1989年（平成元年） | 1,095  |
| 1993年（平成5年）  | 958    |
| 1999年（平成11年） | 838    |
| 2003年（平成15年） | 790    |

## 通学区域
- 上内町、羽黒町、城南町、根岸町、大町、四日町、鍛冶町、中央町、大水戸町、田中町、寿町、駅前町、前郷一番町、前郷二番町、神明町、平和町、清川町、南町、横山町、松原町、安田原町、旭川、本郷町、駅南、駅西、三枚橋、条里、前郷、大沢、安田の全域[29]
- 梅の木町の一部（12番、13番1号～10号、13番26号～30号、14番1号～11号、14番28号～32号、15番～18番）[29]
- 横手町の一部（字四ノ口・五ノ口・八ノ口）[29]
- 睦成の一部（字助市沢・千手沢・清水沢）[29]
- 婦気大堤の一部（字婦気・婦気前・谷地添・下久保・南巻・西野）[29]

## 進学先中学校
- 横手市立横手南中学校 - 主な進学先[3]

## 周辺
- 秋田県道272号御所野安田線
- 稲荷神社（愛宕山神社）
- 旧日新館
- 市立横手病院
- 横手興生病院
- 横手郵便局
- 秋田地方裁判所横手支部

## アクセス
- E46 秋田自動車道 / E13 東北中央自動車道 横手ICから車で約10分。
- 東日本旅客鉄道（JR東日本） 奥羽本線・北上線 横手駅から徒歩で約15分。
- 羽後交通 上台線・横手市循環バス「南小学校前」バス停から0m・徒歩0分。

## 著名な卒業生
- 寺田学（政治家）